# 博布里齊亞河
博布里察河（烏克蘭語：Бобриця），是烏克蘭北部的河流，屬於伊爾平河的右支流。該河發源自卡利尼夫卡，流經基輔州的法斯蒂夫區和布查區，河道全長13.5公里。